# محمد أمين رؤوف باشا
محمد أمين رؤوف باشا (بالتركية: Mehmed Emin Rauf Paşa)‏ كان الصدر الأعظم للدولة العثمانية في الفترة ما بين 30 مارس 1815 حتى 6 يناير 1818. تُوفي في 28 مايو 1860 بمدينة إسطنبول.